# Exorista africana
Exorista africana là một loài ruồi trong họ Tachinidae.